# Token u računarstvu
Token u računarstvu je objekat u softveru ili hardveru koji predstavlja pravo na realizaciju neke operacije, najčešće u računarskim mrežama pri razmeni podataka između stanica mreže. 

## Etimologija reči token
Reč token potiče od staroengleske reči tacen sa značenjima: znak, simbol, oznaka, amblem, karakteristika, indikacija, sugestija; predznak, čudo;  evidencija, potvrda, standard, autoritet, pravo, garancija, identitet, substitut.

## Token u praksi
- Vaučer za kupovinu.
- Token kao žeton ili novčić (pr. za prevoz).
- Token u onlajn bankarstvu nosi neprekidan niz brojeva koji služe kao verifikacija u realnom vremenu.
- Bitkoin kriptovaluta u onlajn sistemu plaćanja.
- Objekat u softveru ili hardveru koji predstavlja pravo na realizaciju neke operacije.

## Token u Računarstvu
- Token je formacija bitova koja omogućava računaru postavljanje podataka na prenosne uređaje.
- Tokenizacija je proces zamene poverljivih podataka.
- Token kao objekat jezika Petri net, matamatičkog modeliranja.
- Token kao indikator sesije, skup podataka koji se koristi u mrežnim komunikacijama (pr. pomoću HTTP).
- Autentikacioni hardverski token ili kriptografski token, fizički uređaj u računarskoj razmeni.
- Pristupni token, sistemski objekat koji predstavlja subjekat kontrole pristupnih operacija.
- Token prsten, mrežna tehnologija u kojoj token cirkuliše preko logičkog prstena.

## Token uračunarskim mrežama
Token u računarstvu se naziva i žetonom. Žeton je specijalan, posebno formatirani upravljački trobitni ram. U računarskoj mreži stanica na osnovu formata rama razlikuje žeton od rama podataka.
Arhitekture računarskih mreža u kojima se koristi token su:
- magistrala sa žetonom i
- prsten sa žetonom (енгл. Token ring)

### Arhitektura računarske mrežeMagistrala sa žetonom
Magistrala sa žetonom se fizički sastoji od jednog kabla u vidu duži ili u obliku stabla na koji su priključene stanice. Logički su stanice organizovane u obliku prstena pri čemu svaka stanica zna adrese samo susednih stanica. Logički susedne stanice  ne moraju biti i fizički susedne.
Kada je logički prsten inicijalizovan, u njega se unose stanice po redosledu njihovih adresa, i to počevši od najviše. Žeton kruži po prstenu od stanice do stanice i samo stanica koja poseduje žeton može da emituje. U datom trenutku samo jedna stanica poseduje žeton pa ne može da dođe do kolizije ramova podataka. Nemoraju sve stanice mreže biti u logičkom prstenu. Povezivanje stanice u prsten i uklanjanje stanica sa prstena se obavlja protokolom. Stanica koja ima žeton prosleđuje žeton susednoj stanici. Emitovanje podataka se započinje nakon provere da nema rama podataka u protoku. Usled greške može doći do pojave više tokena, tada stanica koja se sprema da emituje podatke uočava da još neka stanica emituje podatke pa odbacuje token.

### Arhitekturaračunarske mreže prsten sa žetonom
Tehnologija mreže prsten sa žetonom nastaje sredinom osamdesetih godina dvadesetog veka u kompaniji IBM. Hardver za ovu tehnologiju je u čvoru (pristupna jedinica za više stanica;engl.: Multistation Access Unit) mreže a uključuje medijske filtere i interfejs kartice. Žeton, specijalizovana binarna reč od tri bajta cirkuliše duž prstena dok neka stanica ne zaželi da pošalje ram podataka. Stanica hvata žeton i uklanja ga iz prstena tako što preuzima jedan bit u žtonu i invertuje ga u tri bajta zaglavlja rama podataka. Kada stanica završi emitovanje poslednjeg bita u poslednjem ramu podataka, ona regeneriše žeton i vraća ga u prsten da bi ga preuzela stanica nizvodno koja ima potrebu za emitovanjem i tako dozvola za emitovanje ravnomerno rotira duž prstena pa je efikasnost mreže skoro 100%.
Upravljanje sistemom
Prvom računaru koji se poveže, sistem dodeli zadatak nadgledanja aktivnosti mreže. 

## Literatura
- Računarske mreže i komunikacije  za IV razred elektrotehničke škole, Zoran Urošević
- Lesson 4: Token Ring - Knowledge Systems Institute